# 齋藤理沙
齋藤 理沙（さいとう りさ、1990年10月23日 - ）は、モデル・タレント。
沖縄アクターズスクール大阪校出身。関西のミスコンプリンセス関西（プリカン）に出場しグランプリ獲得。明石家さんまの恋のから騒ぎ第17期生メンバー。血液型はA型。大阪府出身。関西学院大学卒業。

## TV
- 「くるくるリクエスト」(MusicJapanTV)
- 「DRESS」(MBS)
- 「よゐこぶ」(MBS)
- 「恋のから騒ぎ 17期生」(NTV)
- 「ギャル・ネクスト・ラボ」(KTV)

## 雑誌
- JJ
- BLENDA
- Cawaii